# Tour de Romandie 2008
Le Tour de Romandie 2008, inscrit au calendrier de l'UCI ProTour 2008, a eu lieu du 29 avril au 4 mai 2008. Il s'est déroulé sur six étapes qui traversaient la Suisse romande. Il est remporté par l'Allemand Andreas Klöden, leader de l'équipe Astana et vainqueur de l'étape contre-la-montre. L'Italien Damiano Cunego, absent de cette course, conserve sa première place au classement du ProTour à l'issue de cette course.

## Récit de la course

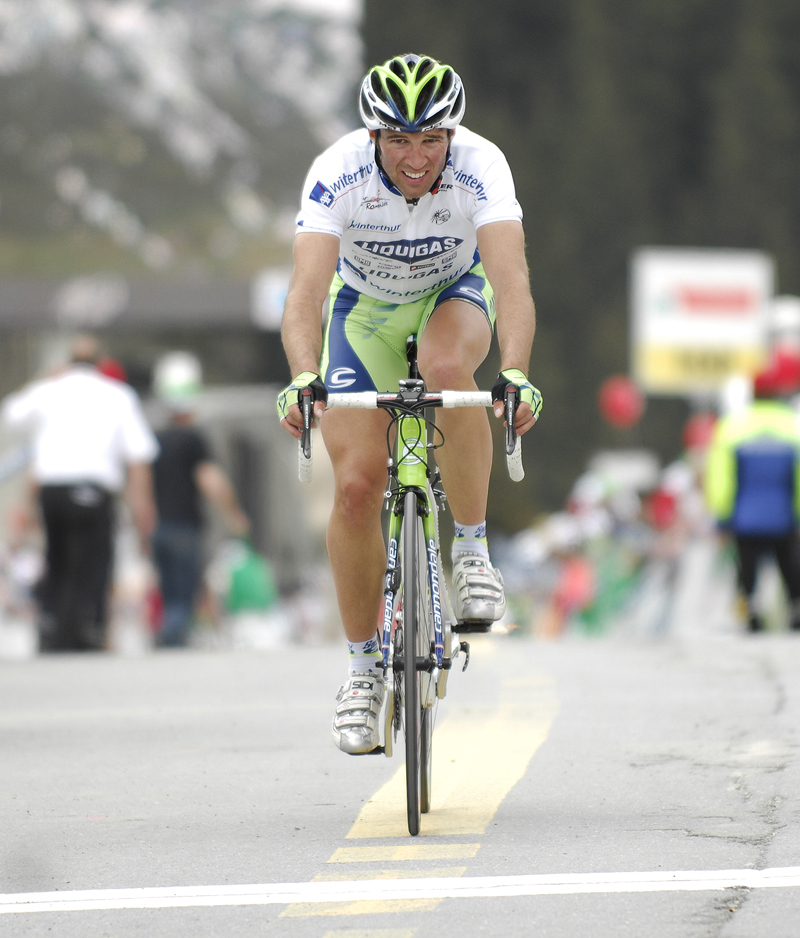
Albasini, porteur du maillot jaune, passant la ligne d'arrivée

Le court prologue (1,9 kilomètre) disputé à Genève sur les rive du lac Léman permet au jeune britannique Mark Cavendish (Team High Road) de s'emparer du maillot jaune de leader du classement général. Il cède cette tunique dès le lendemain au Suisse Michael Albasini (Liquigas), troisième du prologue et deuxième de la première étape à Saignelégier derrière Maxim Iglinskiy (Astana). Albasini reste leader pendant deux jours. Malgré plusieurs attaques et un parcours accidenté, la deuxième étape est en effet remportée au sprint par Robbie McEwen (Silence-Lotto), devant Bennati et Cavendish.
L'étape contre-la-montre courue autour de Sion voit la victoire et la prise de pouvoir au classement général de l'Allemand Andreas Klöden (Astana) devant Thomas Dekker (Rabobank). Klöden n'est pas inquiété le lendemain durant l'étape reine de ce Tour de Romandie. Dekker, son principal rival abandonne et l'étape est remportée par le néo-professionnel italien Francesco De Bonis (Gerolsteiner), échappé depuis la première difficulté et qui parvient à résister aux retours de Manuel Beltrán et John Gadret. De Bonis s'empare également définitivement du maillot de meilleur grimpeur.
La dernière étape se conclut au sprint. Daniele Bennati (Liquigas) s'impose devant Markus Zberg et Maxim Iglinskiy.
Andreas Klöden est le premier vainqueur allemand du Tour de Romandie. Ce succès le place en cinquième position du classement de l'UCI ProTour 2008. Roman Kreuziger (Liquigas) et Marco Pinotti (Team High Road) complètent le podium.
Non-invitée sur plusieurs épreuves du ProTour, l'équipe Astana enregistre une deuxième victoire finale sur une course par étape de ce calendrier, un mois après le succès d'Alberto Contador au Tour du Pays basque. L'équipe Liquigas réalise également une bonne semaine avec la deuxième place final de Roman Kreuziger, l'étape de Daniele Bennati et le maillot jaune de Michael Albasini.

## Parcours et résultats
| Étape     | Date     | Villes étapes          | Distance | Vainqueur d’étape  | Leader du classement général |
| --------- | -------- | ---------------------- | -------- | ------------------ | ---------------------------- |
| Prologue  | 29 avril | Genève (clm)           | 2 km     | Mark Cavendish     | Mark Cavendish               |
| 1re étape | 30 avril | Morges - Saignelégier  | 184,8 km | Maxim Iglinskiy    | Michael Albasini             |
| 2e étape  | 1er mai  | Moutier - Fribourg     | 172,1 km | Robbie McEwen      | Michael Albasini             |
| 3e étape  | 2 mai    | Sion (clm)             | 18,8 km  | Andreas Klöden     | Andreas Klöden               |
| 4e étape  | 3 mai    | Sion - Zinal           | 127 km   | Francesco De Bonis | Andreas Klöden               |
| 5e étape  | 4 mai    | Le Bouveret - Lausanne | 154,2 km | Daniele Bennati    | Andreas Klöden               |

## Classement général final
| Coureur                        | Équipe                |    | Temps            |
| 1. Andreas Klöden              | Astana                | en | 16 h 43 min 20 s |
| 2. Roman Kreuziger             | Liquigas              | +  | 35 s             |
| 3. Marco Pinotti               | Team High Road        |    | 43 s             |
| 4. Denis Menchov               | Rabobank              |    | 45 s             |
| 5. Mikel Astarloza             | Euskaltel-Euskadi     |    | 54 s             |
| 6. Sandy Casar                 | La Française des jeux |    | 1 min 05 s       |
| 7. Juan Manuel Gárate          | Quick Step            |    | 1 min 08 s       |
| 8. John Gadret                 | AG2R La Mondiale      |    | 1 min 14 s       |
| 9. Maxim Iglinskiy             | Astana                |    | 1 min 48 s       |
| 10. José Ángel Gómez Marchante | Saunier Duval-Scott   |    | 1 min 52 s       |

## Résultats des étapes

### Prologue
Le prologue s'est déroulé le mardi 29 avril 2008 sur un circuit de 2 kilomètres dans la ville de Genève.
Le premier temps de référence, est établi par Jean-Eudes Demaret (Cofidis), Bradley Wiggins (Team High Road) s'en empare aussitôt, malgré le bon temps de Martin Kohler (BMC Racing Team), le Britannique tient plus d'une heure le haut du pavé, Michael Albasini (Liquigas) fit rebondir la fin de course en détrônant Björn Schröder (Team Milram), surprenant quelques minutes auparavant Wiggins au chronomètre, Albasini était ensuite battu par son coéquipier Daniele Bennati, que l'on croyait déjà vainqueur, mais c'était sans compter le jeune Mark Cavendish (Team High Road), qui allait tenir le bon bout, à la surprise générale, malgré les jolis temps de Martin Elmiger (AG2R La Mondiale), Nick Nuyens (Cofidis), mais aussi des favoris à la victoire finale élancés dans les derniers, Roman Kreuziger (Liquigas), et le tenant du titre, le Néerlandais, Thomas Dekker (Rabobank).
Cavendish s'empare du maillot de leader à la suite de cette victoire démontrant sa bonne forme avant le prochain Giro.
| Coureur             | Équipe           |    | Temps      |
| 1. Mark Cavendish   | Team High Road   | en | 2 min 07 s |
| 2. Daniele Bennati  | Liquigas         |    | m.t        |
| 3. Michael Albasini | Liquigas         | +  | 1 s        |
| 4. Björn Schröder   | Team Milram      |    | m.t        |
| 5. Bradley Wiggins  | Team High Road   |    | m.t        |
| 6. Roman Kreuziger  | Liquigas         |    | m.t        |
| 7. Nick Nuyens      | Cofidis          | +  | 2 s        |
| 8. Martin Elmiger   | AG2R La Mondiale |    | m.t        |
| 9. Thomas Dekker    | Rabobank         |    | m.t        |
| 10. Martin Kohler   | BMC Racing       |    | m.t        |

| Coureur             | Équipe           |    | Temps      |
| 1. Mark Cavendish   | Team High Road   | en | 2 min 07 s |
| 2. Daniele Bennati  | Liquigas         |    | m.t        |
| 3. Michael Albasini | Liquigas         | +  | 1 s        |
| 4. Björn Schröder   | Team Milram      |    | m.t        |
| 5. Bradley Wiggins  | Team High Road   |    | m.t        |
| 6. Roman Kreuziger  | Liquigas         |    | m.t        |
| 7. Nick Nuyens      | Cofidis          |    | 2 s        |
| 8. Martin Elmiger   | AG2R La Mondiale |    | m.t        |
| 9. Thomas Dekker    | Rabobank         |    | m.t        |
| 10. Martin Kohler   | BMC Racing       |    | m.t        |

#### Classements annexes
Leader du classement des sprints :  Mark Cavendish 

Leader du classement de la montagne : non décerné 

Leader du classement à points :  Mark Cavendish

### 1reétape
La première étape s'est déroulée le mercredi 30 avril 2008 entre Morges et Saignelégier.
Cette première étape part de Morges, au bord du lac Léman dans le canton de Vaud, pour arriver à Saignelégier dans le canton du Jura. Les côtes référencées sont toutes situées dans la deuxième moitié du parcours. Après avoir longé le lac de Neuchâtel, les coureurs doivent franchir deux côtes de deuxième catégorie, au Vallon de Saint-Imier (94e kilomètre) et à La Cibourg (commune de La Ferrière). La dernière difficulté, classée en première catégorie, se situe à 22 kilomètres de l'arrivée, à Saulcy.
Après un départ sous la pluie, trois coureurs s'échappent au dixième kilomètre : Matti Breschel (Team CSC), Morris Possoni (Team High Road) et Patxi Vila (Lampre). Ils ne seront rejoints qu'à quinze kilomètres de l'arrivée. Auparavant, au sommet de la dernière côte, une accélération de Denis Menchov (Rabobank) a provoqué une scission du peloton, dix hommes se retrouvant en tête de celui-ci. Mikel Astarloza (Euskaltel-Euskadi) puis Alexandre Botcharov (Crédit agricole) attaquent, rejoints ensuite par Jussi Veikkanen (La Française des jeux). Leur avance n'excède pas quelques secondes et ils sont repris à quelques kilomètres de l'arrivée par un peloton composé d'une quarantaine de coureurs.
Thomas Dekker (Rabobank) est le premier à lancer le sprint, à 600 mètres de l'arrivée. Son hésitation dans le dernier virage permet à Maxim Iglinskiy (Astana) de prendre une avance décisive et de s'imposer devant Michael Albasini (Liquigas) et Markus Zberg (Gerolsteiner).
Troisième du prologue la veille, Albasini s'empare du maillot jaune de leader du classement général.
| Coureur              | Équipe       |    | Temps           |
| 1. Maxim Iglinskiy   | Astana       | en | 4 h 47 min 28 s |
| 2. Michael Albasini  | Liquigas     |    | m.t             |
| 3. Markus Zberg      | Gerolsteiner |    | m.t             |
| 4. Thomas Dekker     | Rabobank     | +  | 2 s             |
| 5. Alexander Efimkin | Quick Step   |    | m.t             |
| 6. Andreas Klöden    | Astana       |    | m.t             |
| 7. Oliver Zaugg      | Gerolsteiner |    | m.t             |
| 8. Jens Voigt        | Team CSC     |    | m.t             |
| 9. Roman Kreuziger   | Liquigas     |    | m.t             |
| 10. Bernhard Kohl    | Gerolsteiner |    | m.t             |

| Coureur             | Équipe                |    | Temps           |
| 1. Michael Albasini | Liquigas              | en | 4 h 49 min 30 s |
| 2. Maxim Iglinskiy  | Astana                | +  | 1 s             |
| 3. Markus Zberg     | Gerolsteiner          | +  | 8 s             |
| 4. Roman Kreuziger  | Liquigas              |    | m.t.            |
| 5. Thomas Dekker    | Rabobank              | +  | 9 s             |
| 6. Óscar Pereiro    | Caisse d'Épargne      | +  | 10 s            |
| 7. Mikel Astarloza  | Euskaltel-Euskadi     |    | m.t.            |
| 8. Jussi Veikkanen  | La Française des jeux |    | m.t.            |
| 9. Andreas Klöden   | Astana                |    | m.t.            |
| 10. Thomas Frei     | Astana                | +  | 11 s            |

#### Classements annexes
Leader du classement des sprints :  Morris Possoni

Leader du classement de la montagne :  Patxi Vila

Leader du classement à points :  Michael Albasini

### 2eétape

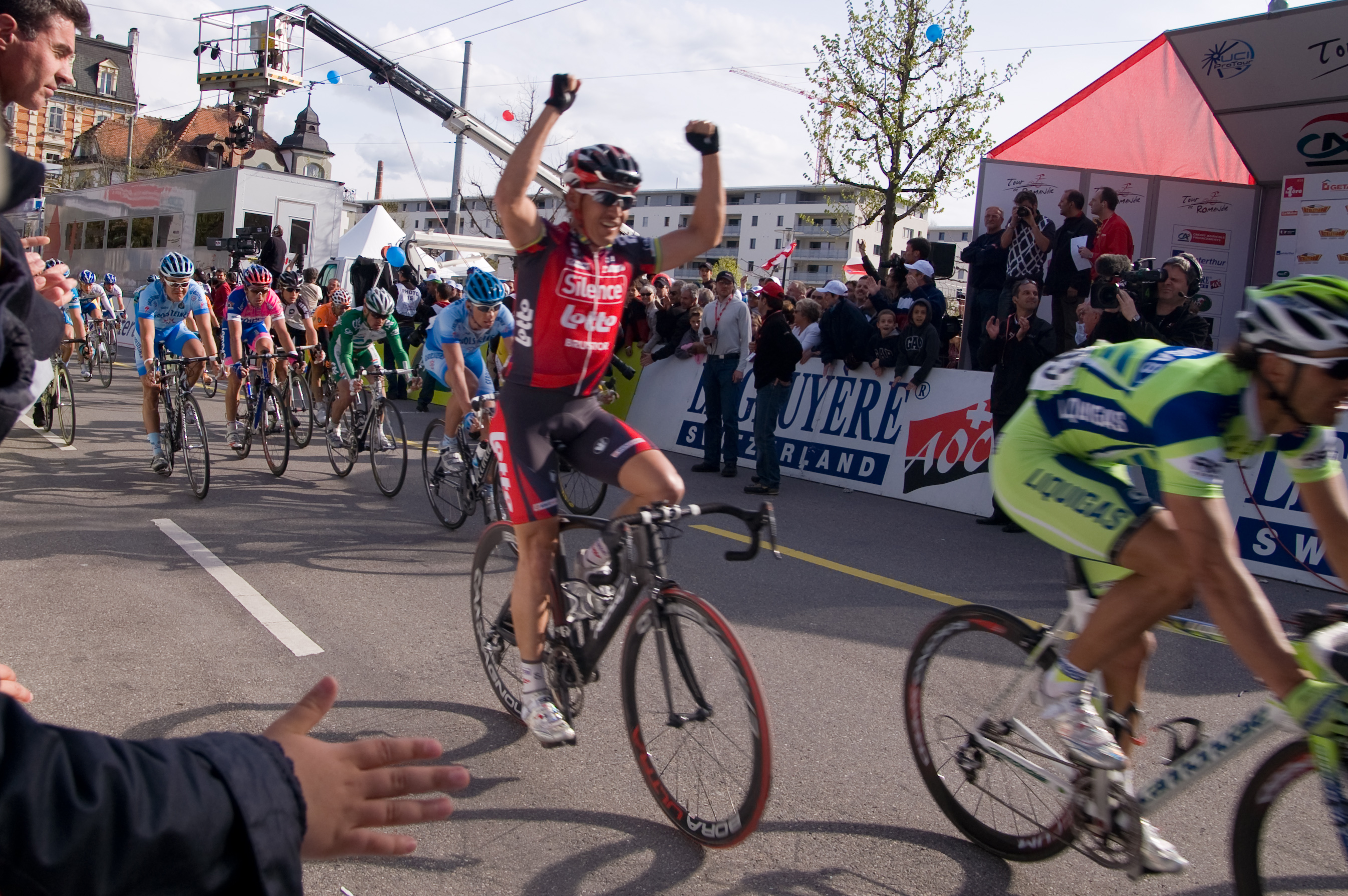
Robbie McEwen levant les bras à la suite de sa victoire.

La deuxième étape s'est déroulée le jeudi 1er mai 2008 entre Moutier et Fribourg. Longue de 170 kilomètres, elle a été remportée au sprint par l'Australien Robbie McEwen (Silence-Lotto).

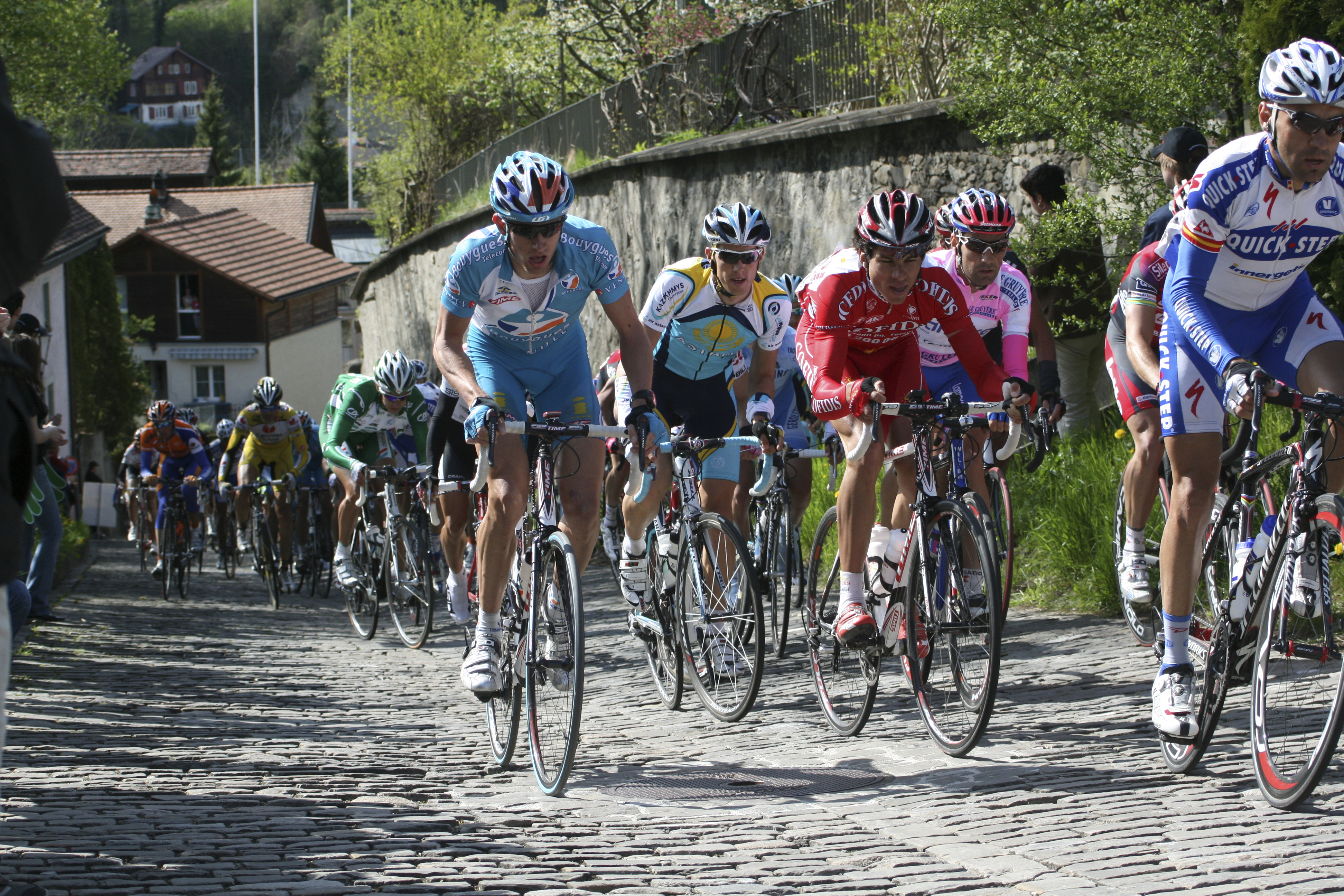
Le peloton dans la côte de la Lorette

Dès le quatrième kilomètre, trois coureurs s'échappent : Rémy Di Grégorio (La Française des jeux), José Luis Arrieta (AG2R La Mondiale) et Ian McKissick (BMC Racing). Ils font la course en tête ensemble jusqu'à la côte de la Lorette. Arrieta ne parvient pas à suivre ses compagnons sur cette route à la pente moyenne de 12 %. McKissick est à son tour distancé par Di Grégorio peu après.
Francesco De Bonis (Gerolsteiner) s'extrait du peloton et tente en vain de rejoindre la tête de la course. Le peloton, lancé par les équipes Liquigas et Team High Road, rattrape Di Grégorio à huit kilomètres de l'arrivée, après 158 kilomètres d'échappée.
Alexandre Moos (BMC Racing), José Vicente García Acosta (Caisse d'Épargne) puis Markus Fothen (Gerolsteiner) tentent tour à tour de s'échapper ; Fothen est repris par le peloton sous la flamme rouge.
Björn Schröder (Team Milram) lance le sprint dans les derniers hectomètres, puis est dépassé par Robbie McEwen (Silence-Lotto) qui s'impose devant Daniele Bennati et Matti Breschel.
Il s'agit de la première victoire de McEwen en 2008. Le classement général ne subit pas de modification notable.
| Coureur                | Équipe              |    | Temps           |
| 1. Robbie McEwen       | Silence-Lotto       | en | 4 h 16 min 16 s |
| 2. Daniele Bennati     | Liquigas            |    | m.t             |
| 3. Matti Breschel      | Team CSC            |    | m.t             |
| 4. Markus Zberg        | Gerolsteiner        |    | m.t             |
| 5. Alexandre Botcharov | Crédit agricole     |    | m.t             |
| 6. Josep Jufré         | Saunier Duval-Scott |    | m.t             |
| 7. Heinrich Haussler   | Gerolsteiner        |    | m.t             |
| 8. Daniele Righi       | Lampre              |    | m.t             |
| 9. Björn Schröder      | Team Milram         |    | m.t             |
| 10. Rubén Pérez        | Euskaltel-Euskadi   |    | m.t             |

| Coureur             | Équipe                |    | Temps           |
| 1. Michael Albasini | Liquigas              | en | 9 h 05 min 46 s |
| 2. Maxim Iglinskiy  | Astana                | +  | 1 s             |
| 3. Markus Zberg     | Gerolsteiner          | +  | 8 s             |
| 4. Roman Kreuziger  | Liquigas              |    | m.t.            |
| 5. Thomas Dekker    | Rabobank              | +  | 9 s             |
| 6. Óscar Pereiro    | Caisse d'Épargne      | +  | 10 s            |
| 7. Jussi Veikkanen  | La Française des jeux |    | m.t.            |
| 8. Andreas Klöden   | Astana                |    | m.t.            |
| 9. Mikel Astarloza  | Euskaltel-Euskadi     | +  | 11 s            |
| 10. Steve Morabito  | Astana                |    | m.t.            |

#### Classement de l'étape

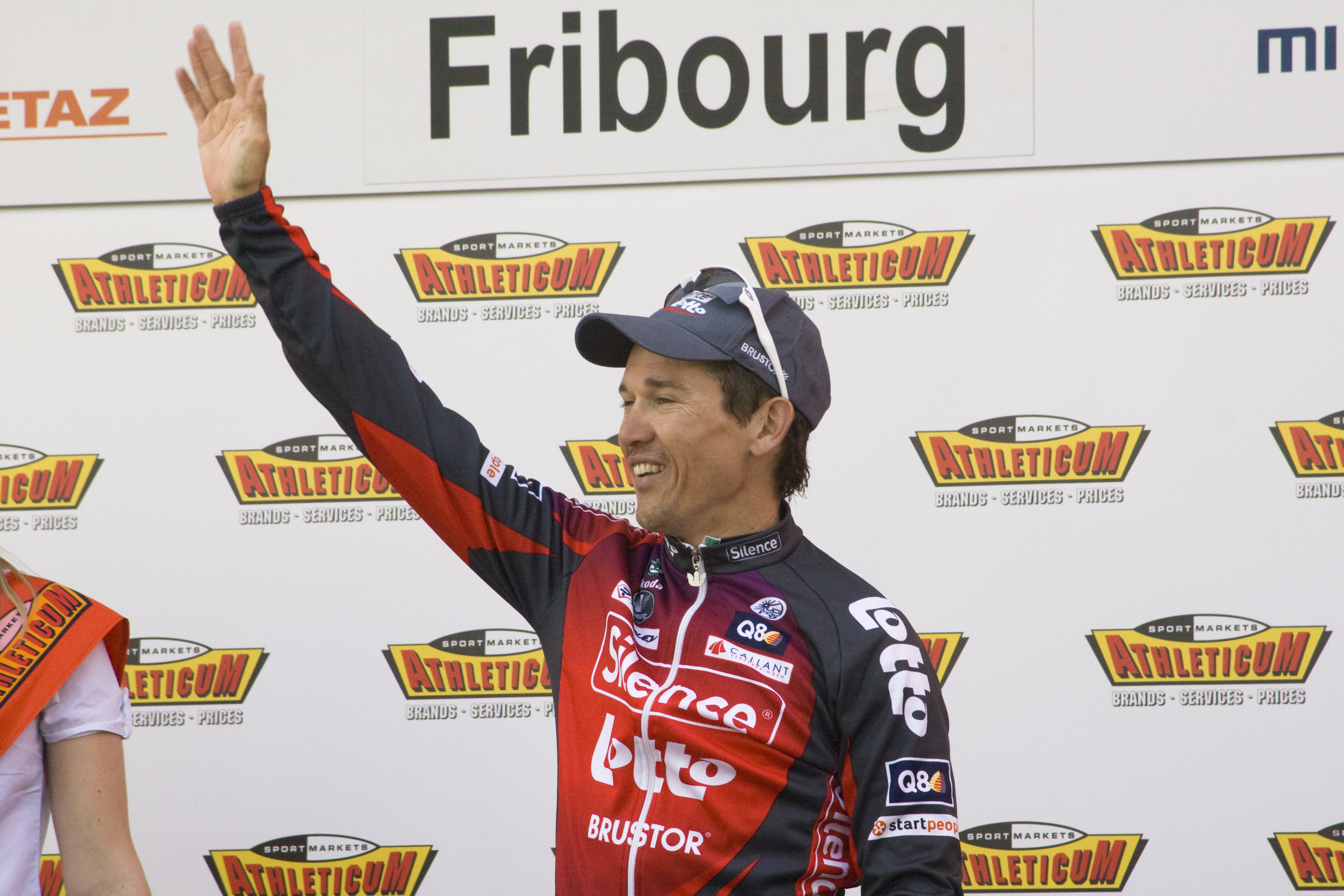
R.McEwen sur le podium de l'étape

#### Classement général

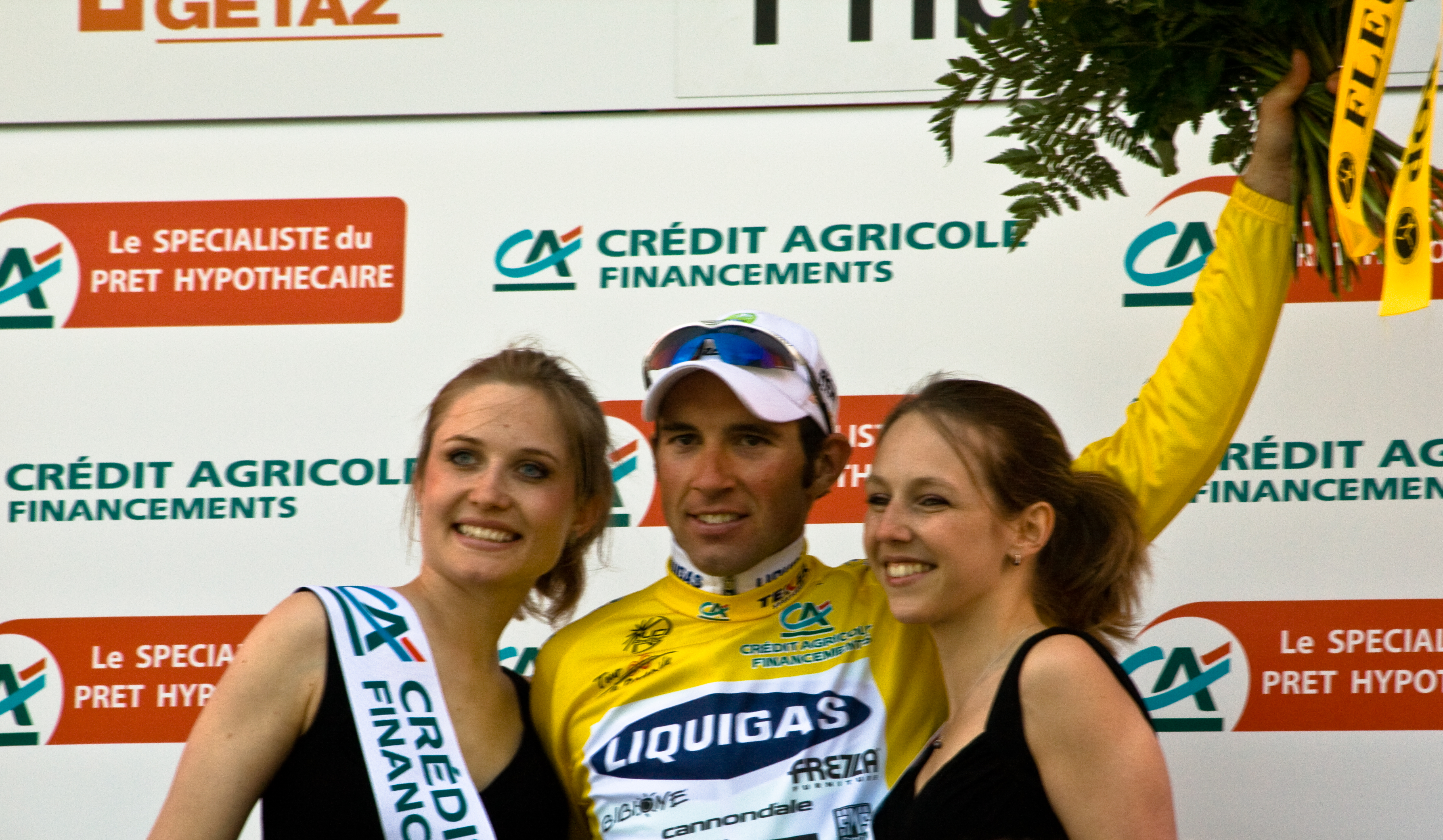
M.Albasini, porteur du maillot jaune

#### Classements annexes
Leader du classement des sprints :  Morris Possoni

Leader du classement de la montagne :  Patxi Vila

Leader du classement à points :  Michael Albasini

### 3eétape
La troisième étape s'est déroulée le vendredi 2 mai 2008 dans la ville de Sion, dans le canton du Valais. Disputée contre-la-montre, elle a vu la victoire d'Andreas Klöden devant Thomas Dekker.
Le parcours de ce contre-la-montre est long de 18,8 kilomètres. Tracé autour de la ville de Sion, il présente à mi-parcours une côte avec des pentes de 12 à 19 %.
| Coureur            | Équipe           |    | Temps       |
| 1. Andreas Klöden  | Astana           | en | 25 min 32 s |
| 2. Thomas Dekker   | Rabobank         | +  | 6 s         |
| 3. Stef Clement    | Bouygues Telecom |    | 20 s        |
| 4. Tony Martin     | Team High Road   |    | 21 s        |
| 5. Gustav Larsson  | Team CSC         |    | 25 s        |
| 6. Roman Kreuziger | Liquigas         |    | 37 s        |
| 7. Vladimir Gusev  | Astana           |    | m.t.        |
| 8. Marco Pinotti   | Team High Road   |    | 39 s        |
| 9. Denis Menchov   | Rabobank         |    | m.t.        |
| 10. Rein Taaramäe  | Cofidis          |    | 41 s        |

| Coureur             | Équipe            |    | Temps           |
| 1. Andreas Klöden   | Astana            | en | 9 h 32 min 28 s |
| 2. Thomas Dekker    | Rabobank          | +  | 5 s             |
| 3. Roman Kreuziger  | Liquigas          |    | 35 s            |
| 4. Vladimir Gusev   | Astana            |    | 38 s            |
| 5. Marco Pinotti    | Team High Road    |    | 43 s            |
| 6. Rein Taaramäe    | Cofidis           |    | 44 s            |
| 7. Denis Menchov    | Rabobank          |    | 45 s            |
| 8. Óscar Pereiro    | Caisse d'Épargne  |    | 46 s            |
| 9. Mikel Astarloza  | Euskaltel-Euskadi |    | 54 s            |
| 10. Maxim Iglinskiy | Astana            |    | 55 s            |

#### Classements annexes
Leader du classement des sprints :  Morris Possoni

Leader du classement de la montagne :  Patxi Vila

Leader du classement à points :  Michael Albasini

### 4eétape
La quatrième étape s'est déroulée le samedi 3 mai 2008 entre Sion et Zinal.
Il s'agit de l'étape-reine du Tour de Romandie 2008. Le parcours de 127 kilomètres entre Sion et Zinal a été réduit à 112,4 kilomètres car l'ascension de la côte de Saint-Luc (1re catégorie) est annulée en raison d'un éboulement. Trois côtes figurent sur le trajet : les côtes de Saint-Martin, Vercorin puis la montée finale vers Zinal.
La première difficulté est franchie avec plus d'une minute d'avance sur le peloton par un groupe d'échappés composé de David López García (Caisse d'Épargne), Haimar Zubeldia (Euskaltel-Euskadi), Hubert Schwab (Quick Step), Michael Albasini (Liquigas), Steve Zampieri (Cofidis), Patrice Halgand, Dmitriy Fofonov (Crédit agricole), Volodymyr Gustov (Team CSC), Francesco De Bonis (Gerolsteiner), John Gadret (AG2R La Mondiale) et Stef Clement (Bouygues Telecom).
Leur avance croît jusqu'à près de deux minutes dans la vallée, puis descend à 1 minute et 30 secondes au sommet du Vercorin sous l'effet de l'accélération des équipes Astana, Rabobank et Saunier Duval.
À 26 kilomètres de l'arrivée, Halgand attaque en tête du groupe, suivie par De Bonis, puis Schwab, Gustov et Zubeldia. Le peloton, emmené notamment par le coéquipier de Klöden Maxim Iglinskiy, se réduit et perd le tenant du titre et deuxième au classement général Thomas Dekker qui abandonne.
À 19 kilomètres, comptant 43 secondes d'avance, De Bonis attaque et distance rapidement ses compagnons d'échappée. Plusieurs coureurs sortent du groupe des favoris pour tenter de le rejoindre. Manuel Beltrán (Liquigas) est le premier se lancer. Il est rejoint plus loin par Juan Manuel Gárate et Gadret puis distance ces derniers et rattrape De Bonis dans les derniers kilomètres. Celui-ci parvient à résister aux accélérations du grimpeur espagnol à l'approche de la flamme rouge.
Sans coéquipier, Andreas Klöden est seul en tête du groupe de poursuivant et maintient une vitesse suffisante pour revenir sur le duo de tête à quelques hectomètres de l'arrivée. Gadret attaque à ce moment et semble avoir une bonne avance à 200 mètres de l'arrivée. Dans un dernier effort, De Bonis parvient cependant à reprendre le coureur français pour franchir le premier la ligne d'arrivée.
Francesco De Bonis, dont c'est la première année professionnelle, remporte une première victoire de prestige. Passé le premier au sommet des difficultés du jour, il s'empare du maillot de meilleur grimpeur porté jusque-là par Patxi Vila, qui a abandonné.
Le maillot jaune Andreas Klöden conforte son avance à la veille de la dernière étape. Son dauphin Dekker ayant abandonné, le Tchèque Roman Kreuziger (Liquigas) prend la deuxième place du classement général avec 35 secondes de retard. Marco Pinotti (Team High Road) complète le podium.
| Coureur               | Équipe                |    | Temps           |
| 1. Francesco De Bonis | Gerolsteiner          | en | 3 h 28 min 06 s |
| 2. John Gadret        | AG2R La Mondiale      | +  | 3 s             |
| 3. Manuel Beltrán     | Liquigas              |    | 5 s             |
| 4. Sandy Casar        | La Française des jeux |    | 7 s             |
| 5. Roman Kreuziger    | Liquigas              |    | m.t.            |
| 6. Andreas Klöden     | Astana                |    | m.t.            |
| 7. Juan Manuel Gárate | Quick Step            |    | m.t.            |
| 8. Marco Pinotti      | Team High Road        |    | m.t.            |
| 9. Denis Menchov      | Rabobank              |    | m.t.            |
| 10. Mikel Astarloza   | Euskaltel-Euskadi     |    | m.t.            |

| Coureur                        | Équipe                |    | Temps            |
| 1. Andreas Klöden              | Astana                | en | 12 h 59 min 41 s |
| 2. Roman Kreuziger             | Liquigas              | +  | 35 s             |
| 3. Marco Pinotti               | Team High Road        |    | 43 s             |
| 4. Denis Menchov               | Rabobank              |    | 45 s             |
| 5. Mikel Astarloza             | Euskaltel-Euskadi     |    | 54 s             |
| 6. Sandy Casar                 | La Française des jeux |    | 1 min 05 s       |
| 7. Juan Manuel Gárate          | Quick Step            |    | 1 min 08 s       |
| 8. John Gadret                 | AG2R La Mondiale      |    | 1 min 14 s       |
| 9. Maxim Iglinskiy             | Astana                |    | 1 min 52 s       |
| 10. José Ángel Gómez Marchante | Saunier Duval-Scott   |    | m.t.             |

#### Classements annexes
Leader du classement des sprints :  Morris Possoni 

Leader du classement de la montagne :  Francesco De Bonis

Leader du classement à points :  Andreas Klöden

### 5eétape
La cinquième et dernière étape s'est déroulée le samedi 4 mai 2008 entre Le Bouveret et Lausanne. Elle a été remportée au sprint par l'Italien Daniele Bennati.
Le Suisse Alexandre Moos (BMC Racing) est le premier attaquant de l'étape, dans la première difficulté du jour. La montée du col des Mosses est longue de 19,1 kilomètres et culmine 1445 mètres avec une pente moyenne de 5,4 %. Mathias Frank (Gerolsteiner), Jérôme Coppel (La Française des jeux), Alexandre Botcharov (Crédit agricole) et Stef Clement (Bouygues Telecom) se lancent à leur tour et le rejoignent dans la descente. Ils comptent une minute et trente secondes d'avance sur le peloton.
Alors que l'écart est réduit à moins d'une minute à moins de quarante kilomètres de l'arrivée, Clement s'échappe du groupe de tête. Il passe le premier la deuxième côte référencée, au 125e kilomètre, avec 14 secondes d'avance sur ses poursuivants et 45 secondes sur Jens Voigt, qui s'est extrait du peloton.
Clement est repris peu après le sommet. Derrière le groupe de tête, Voigt est rejoint par Jussi Veikkanen puis décide de cesser son effort, constatant que le peloton emmené par Astana ne lui laisse que peu d'avance. Veikkanen est également rapidement repris. À vingt kilomètres de l'arrivée, les cinq coureurs de tête comptent une vingtaine de secondes d'avance.
Une première attaque de Coppel et Botcharov renvoie Clement dans le peloton. La seconde lâche Frank. Le trio de tête est rejoint à 15 kilomètres du but. Une dernière tentative de Botcharov ne fait que retarder la jonction d'un kilomètre.
À dix kilomètres de l'arrivée, Nick Nuyens (Cofidis) attaque. Alexandr Kolobnev se lance le premier à sa poursuite, rejoint par Paolo Tiralongo puis Óscar Pereiro. Ces derniers sont repris tandis que Nuyens creuse un écart d'une vingtaine de secondes. Emmené par des coureurs de Liquigas, Gerolsteiner et Team High Road, le peloton le rattrape à quatre kilomètres de l'arrivée.
Une petite côte dans le final est fatale aux ambitions du sprinter britannique Mark Cavendish. Daniele Bennati lance le sprint et distance ses rivaux pour remporter confortablement sa première victoire en 2008, devant Markus Zberg et Maxim Iglinskiy.
| Coureur             | Équipe            |    | Temps           |
| 1. Daniele Bennati  | Liquigas          | en | 3 h 43 min 39 s |
| 2. Markus Zberg     | Gerolsteiner      |    | m.t.            |
| 3. Maxim Iglinskiy  | Astana            |    | m.t.            |
| 4. Matti Breschel   | Team CSC          |    | m.t.            |
| 5. Björn Schröder   | Team Milram       |    | m.t.            |
| 6. Mark Cavendish   | Team High Road    |    | m.t.            |
| 7. Danilo Wyss      | BMC Racing        |    | m.t.            |
| 8. Daniele Righi    | Lampre            |    | m.t.            |
| 9. Daniel Moreno    | Caisse d'Épargne  |    | m.t.            |
| 10. Mikel Astarloza | Euskaltel-Euskadi |    | m.t.            |

| Coureur                        | Équipe                |    | Temps            |
| 1. Andreas Klöden              | Astana                | en | 16 h 43 min 20 s |
| 2. Roman Kreuziger             | Liquigas              | +  | 35 s             |
| 3. Marco Pinotti               | Team High Road        |    | 43 s             |
| 4. Denis Menchov               | Rabobank              |    | 45 s             |
| 5. Mikel Astarloza             | Euskaltel-Euskadi     |    | 54 s             |
| 6. Sandy Casar                 | La Française des jeux |    | 1 min 05 s       |
| 7. Juan Manuel Gárate          | Quick Step            |    | 1 min 08 s       |
| 8. John Gadret                 | AG2R La Mondiale      |    | 1 min 14 s       |
| 9. Maxim Iglinskiy             | Astana                |    | 1 min 48 s       |
| 10. José Ángel Gómez Marchante | Saunier Duval-Scott   |    | 1 min 52 s       |

#### Classements annexes
Leader du classement des sprints : Morris Possoni

Leader du classement de la montagne : Francesco De Bonis 

Leader du classement à points : Daniele Bennati

## Évolution des classements
| Étape (Vainqueur)                  | Classement général | Classement de la montagne | Classement des sprints | Classement à points |
| ---------------------------------- | ------------------ | ------------------------- | ---------------------- | ------------------- |
| Prologue Mark Cavendish            | Mark Cavendish     | non décerné               | Mark Cavendish         | Mark Cavendish      |
| Première étape Maxim Iglinskiy     | Michael Albasini   | Patxi Vila                | Morris Possoni         | Michael Albasini    |
| Deuxième étape Robbie McEwen       | Michael Albasini   | Patxi Vila                | Morris Possoni         | Michael Albasini    |
| Troisième étape Andreas Klöden     | Andreas Klöden     | Patxi Vila                | Morris Possoni         | Michael Albasini    |
| Quatrième étape Francesco De Bonis | Andreas Klöden     | Francesco De Bonis        | Morris Possoni         | Andreas Klöden      |
| Cinquième étape Daniele Bennati    | Andreas Klöden     | Francesco De Bonis        | Morris Possoni         | Daniele Bennati     |

## Liste des participants
| Rabobank | Team CSC | Caisse d'Épargne |
| - 01. Thomas Dekker - 02. Bram de Groot - 03. Michiel Elijzen - 04. Rick Flens - 05. Tom Leezer - 06. Denis Menchov - 07. Bauke Mollema - 08. Laurens ten Dam                                  | - 11. Matti Breschel - 12. Volodymyr Gustov - 13. Kasper Klostergaard - 14. Alexandr Kolobnev - 15. Gustav Larsson - 16. Chris Anker Sørensen - 17. Jurgen Van Goolen - 18. Jens Voigt      | - 21. José Vicente García Acosta - 22. David López García - 23. Alberto Losada - 24. Daniel Moreno - 25. Óscar Pereiro - 26. Mathieu Perget - 27. Rigoberto Urán - 28. Xabier Zandio   |
| Astana | Silence-Lotto | Team High Road |
| - 31. Thomas Frei - 32. Vladimir Gusev - 33. Maxim Iglinskiy - 34. Andreas Klöden - 35. Julien Mazet - 36. Steve Morabito - 37. Dmitriy Muravyev - 38. Sergueï Yakovlev                        | - 41. Mario Aerts - 42. Dominique Cornu - 43. Dries Devenyns - 44. Nick Gates - 45. Robbie McEwen - 46. Bert Roesems - 47. Wim Van Huffel                                                   | - 51. Mark Cavendish - 52. Scott Davis - 53. Adam Hansen - 54. Tony Martin - 55. Marco Pinotti - 56. Morris Possoni - 57. František Raboň - 58. Bradley Wiggins                        |
| Gerolsteiner | La Française des jeux | Saunier Duval-Scott |
| - 61. Francesco De Bonis - 62. Markus Fothen - 63. Mathias Frank - 64. Heinrich Haussler - 65. Bernhard Kohl - 66. Carlo Westphal - 67. Oliver Zaugg - 68. Markus Zberg                        | - 71. Sandy Casar - 72. Mikaël Cherel - 73. Jérôme Coppel - 74. Rémy Di Grégorio - 75. Timothy Gudsell - 76. Francis Mourey - 77. Jérémy Roy - 78. Jussi Veikkanen                          | - 81. Rubens Bertogliati - 82. Eros Capecchi - 83. Alberto Fernández - 84. José Ángel Gómez Marchante - 85. Josep Jufré - 86. Rubén Lobato - 87. Manuele Mori - 88. Luciano Pagliarini |
| Liquigas | Quick Step | Team Milram |
| - 91. Michael Albasini - 92. Manuel Beltrán - 93. Daniele Bennati - 94. Claudio Corioni - 95. Roman Kreuziger - 96. Matej Mugerli - 97. Ivan Santaromita - 98. Murilo Fischer                  | - 101. Matteo Carrara - 102. Alexander Efimkin - 103. Addy Engels - 104. Juan Manuel Gárate - 105. Leonardo Scarselli - 106. Hubert Schwab - 107. Kevin Seeldraeyers - 108. Wouter Weylandt | - 111. Luca Barla - 112. Sergio Ghisalberti - 113. Matej Jurčo - 114. Christian Kux - 115. Fabio Sabatini - 116. Björn Schröder - 117. Sebastian Schwager - 118. Peter Velits          |
| Euskaltel-Euskadi | Cofidis | AG2R La Mondiale |
| - 121. Mikel Astarloza - 122. Jorge Azanza - 123. Iñaki Isasi - 124. Juan José Oroz - 125. Rubén Pérez - 126. Amets Txurruka - 127. Haimar Zubeldia                                            | - 131. Florent Brard - 132. Jean-Eudes Demaret - 133. Julien El Fares - 134. Maryan Hary - 135. David Moncoutié - 136. Nick Nuyens - 137. Rein Taaramäe - 138. Steve Zampieri               | - 141. José Luis Arrieta - 142. Yuriy Krivtsov - 143. Martin Elmiger - 144. John Gadret - 145. Rene Mandri - 146. Alexandr Pliuschin - 147. Laurent Mangel - 148. Ludovic Turpin       |
| Crédit agricole | Bouygues Telecom | Lampre |
| - 151. Éric Berthou - 152. László Bodrogi - 153. Alexandre Botcharov - 154. Dmitriy Fofonov - 155. Patrice Halgand - 156. Christophe Kern - 157. Ignatas Konovalovas - 158. Yannick Talabardon | - 161. Giovanni Bernaudeau - 162. Olivier Bonnaire - 163. Mathieu Claude - 164. Stef Clement - 165. Nicolas Crosbie - 166. Vincent Jérôme - 167. Evgeny Sokolov - 168. Johann Tschopp       | - 171. Fabio Baldato - 172. Matteo Bono - 173. David Loosli - 174. Daniele Righi - 175. Mauro Santambrogio - 176. Sylwester Szmyd - 177. Paolo Tiralongo - 178. Patxi Vila             |
| BMC Racing | | |
| - 181. Brent Bookwalter - 182. Steve Bovay - 183. Martin Kohler - 184. Jeff Louder - 185. Ian McKissick - 186. Nathan Miller - 187. Alexandre Moos - 188. Danilo Wyss                          | | |